# Peggy Lindberg
Peggy Lindberg, egentligt namn Karin Lindberg (men gick även under namnen Kerstin Lindberg, Peggy Ohberg och Tetti Ohberg), född 21 januari 1908 i Stockholm, död 13 april 2004 i södra Spanien, var en svensk sångare och skådespelare.
Lindberg debuterade 1936 i Ragnar Arvedsons och Tancred Ibsens Stackars miljonärer och kom att medverka i sammanlagt sex filmer fram till och med 1941. Hon var även scripta i filmen Med livet som insats (1940).
Hon var gift med regissören Åke Ohberg. De är begravda på Norra begravningsplatsen utanför Stockholm.

## Filmografi
- 1936 – Stackars miljonärer
- 1936 – Kungen kommer
- 1936 – Bröllopsresan
- 1937 – En flicka kommer till sta'n
- 1938 – Milly, Maria och jag
- 1941 – Ung dam med tur

## Teater

### Roller (ej komplett)
| År   | Roll                | Produktion                                   | Regi         | Teater      |
| ---- | ------------------- | -------------------------------------------- | ------------ | ----------- |
| 1933 | Medverkande         | Oss greker emellan Karl Gerhard              |              | Folkteatern |
| 1934 | Fru Bernouz Ninette | Kokottskolan Paul Armont och Marcel Gerbidon | Karl Gerhard | Folkteatern |
| 1934 | Medverkande         | Mitt vänliga fönster, revy Karl Gerhard      | Karl Gerhard | Folkteatern |